# 奇奇莫拉

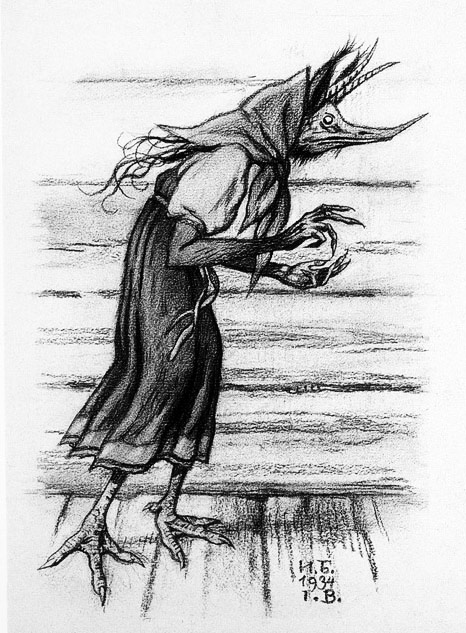
1934年关于奇奇莫拉的绘画。

奇奇莫拉（Kikimora，俄語:Кикимора），是斯拉夫民族的傳說生物。

## 描述
她的外表有各種不同的說法，有說她有著像狼一般的耳朵，並長著鳥嘴和腳是雞爪，也有說她外表是一位年輕少女或醜陋的老婦。
在部分地方傳說中她是住在人們家庭中的女精靈，如果這家庭的主婦很勤快，她會幫忙織布或代替完成家事，但如果主婦很懶惰，她就會造成不良影響。
在另一部分的傳說中，她本身就是個會直接對人們做出各式各樣惡作劇的存在。